# Académie Internationale d’Héraldique
Académie Internationale d’Héraldique (AIH) är en internationell akademi med syfte att samla heraldiska specialister från olika delar av världen. Akademin har som ändamål att främja heraldisk forskning genom största möjliga internationella samarbete. Den består av 75 aktiva ledamöter (académiciens) samt ett obegränsat antal associerade ledamöter. Ledamotskap erhålls genom inval efter rekommendation av en av akademins styrelseledamöter. AIH grundades 1949 i Paris.